# Сибирский энергетический научно-технический центр
АО «Сибирский энергетический научно-технический центр» (АО «Сибирский ЭНТЦ») — российская проектно-изыскательская, конструкторско-технологическая и научно-исследовательская компания, выполняющая работы и оказывающая услуги для электроэнергетического строительства, одна из 7-и крупнейших региональных компаний научно-проектного комплекса электроэнергетики, созданных ОАО РАО «ЕЭС России» на базе ведущих проектных и исследовательских организаций СССР (РСФСР) и России. Входит в состав ОАО «Группа Е4».
Бизнес-процессы компании сертифицированы в соответствии с требованиями ISO 9001:2008.
В портфеле реализованных проектов — десятки крупных ГРЭС и ТЭЦ, десятки схем электро- и теплоснабжения городов, тысячи километров линий электропередач, сотни подстанций, десятки объектов гражданского и промышленного назначения. По проектам подразделений введено в эксплуатацию (суммарные показатели): электрические мощности — 24 223 МВт; тепловые мощности — 34 881 Гкал/час; тепловые магистральные сети — 1 806 км.

## Структура компании
Компания состоит из головного офиса и производственных подразделений, расположенных в Новосибирске и 6 производственных филиалов (по состоянию на 01.08.2015):
- Институт «Новосибирсктеплоэлектропроект» (г. Новосибирск)
- Департамент электрических сетей (г. Новосибирск)
  - «Сибирский институт проектирования энергетических систем»
  - Институт «Сибэлектросетьпроект»
  - Институт инженерных изысканий и землеустройства
- Филиал - Институт "ТомскТЭП" (г. Томск)
- Красноярский филиал (г. Красноярск)
  - «Сибирский теплотехнический научно-исследовательский институт ВТИ»
  - «Сибирский научно-исследовательский институт гидротехники»
  - Институт «Красноярскгидропроект»
  - Опытное производство
- Братский филиал (г. Братск)
- Иркутский филиал - Объединение "СибВНИПИэнергопром" (г. Иркутск)

## Направления деятельности компании
АО «Сибирский ЭНТЦ» стоит в первом звене инжиниринговой цепочки, а именно — деятельность Общества охватывает предпроектную и проектную часть инжиниринга. В частности, компания:
- разрабатывает Схемы и Программы перспективного развития электроэнергетики субъектов РФ, схемы выдачи мощности энергообъектов, схемы теплоснабжения городов и населенных пунктов;
- составляет бизнес-планы и выполняет обоснование инвестиций в строительство энергообъектов;
- разрабатывает проектную документацию по строительству крупных ГРЭС, ТЭЦ и котельных, использующих все виды органического топлива, а также линий электропередач и ПС напряжением от 0,4 до 500 кВ, ГЭС, включая малые ГЭС, гидротехнических сооружений различного назначения, систем водоснабжения, гражданских и промышленных объектов;
- ведет научно-исследовательскую деятельность в части обоснования и разработки методов контроля, эксплуатации, реконструкции и капитального ремонта энергобъектов; технологий сжигания органического топлива и т. п.
- выполняет инженерные изыскания, энергетические обследования, обследования состояния строительных конструкций и т. п.
- осуществляет негосударственные экспертизы, технический и авторский надзор.

## Ресурсы компании
В компании работает около 1000 высококвалифицированных сотрудников, обладающих уникальными знаниями по энергообъектам РФ и практическим опытом работы, в том числе в условиях вечномерзлых грунтов, сейсмичности, засоленности морскими солевыми отложениями и низких отрицательных температур.
В АО «Сибирский ЭНТЦ» проводится работа по привлечению и удержанию молодых специалистов. Стажировки (обучение) выпускников ВУЗов проводят опытные специалисты — наставники непосредственно на рабочем месте в институтах Общества. Ежегодно проводится Конкурс и конференция молодых специалистов, где они представляют свои работы, связанные с деятельностью АО «Сибирский ЭНТЦ», соревнуются за призовые места, что, безусловно, служит дополнительным мотивационным фактором и укрепляет их вовлеченность в производственные задачи компании.
Подразделения Общества оснащены современной материально-технической базой (инженерно-геологическое оборудование, лаборатории, средства транспорта и связи), а именно: буровые установки, сейсмостанции и сейсмоприемники, установка статического зондирования грунта, приборы для выполнения вертикального зондирования, химическая и грунтоведческая лаборатории, дальномеры, эхолоты, электронные тахеометры, трубокабелеискатели, тепловизоры, GPS-приемники и GPS-навигаторы, транспортные средства (легковые, грузовые, гусеничные, внедорожные машины).
Подразделения Общества оснащены современным программным обеспечением с возможностями применения автоматизированных технологий, в том числе комплекс трехмерного проектирования AVEVA PDMS, позволяющий Заказчику в режиме реального времени визуально контролировать ход подготовки проектной документации, а на этапе авторского надзора — и ход строительства.

## История
С 1949 года начал свою работу Институт «Востоксибсельэнергопроект», являясь правопреемником Государственного научно-исследовательского, проектно-изыскательского и конструкторско-технологического института «Востоксибсельэнергопроект». В 1992 году институт акционировался в составе Холдинга ОАО РАО «ЕЭС России».
В 1951 году Постановлением Совета Министров СССР был создан Институт «Томсктеплоэлектропроект», вошедший в состав Всесоюзного Государственного проектно-изыскательского института «Теплоэлектропроект» как Томское отделение. В 1992 году институт акционировался в составе Холдинга ОАО РАО «ЕЭС России».
В 1951 году Постановлением Совета Министров СССР и Приказом Минэнерго СССР Новосибирское бюро Ленинградского отделения Всесоюзного института «Теплоэлектропроект» было реорганизовано в самостоятельное Новосибирское отделение Института «Теплоэлектропроект» (сокращенно — НОТЭП). В 1992 году Институт «Новосибирсктеплоэлектропроект» акционировался в составе Холдинга ОАО РАО «ЕЭС России».
В 1954 году создан Проектный институт «Братскгидропроект». С 1993 года Проектно-изыскательский институт «Братскгидропроект» акционировался в составе Холдинга ОАО РАО «ЕЭС России».
В 1955 году начал свою деятельность Институт «Братскэнергопроект», как Проектный отдел Братскгэсстроя, позднее преобразованного в Проектную контору. В 1987 году Проектная контора была преобразована в ГПИ «Братскэнергопроект», а в 1993 году в ОАО ПИ «Братскэнергопроект».
В 1959 году образовалось Восточно-Сибирское отделение Института «Гидроэнергопроект», которое в 1991 году в соответствии с Приказом Минэнерго СССР было преобразовано в Проектно-изыскательский институт «Красноярскгидропроект». В 1994 году институт акционировался в составе Холдинга ОАО РАО «ЕЭС России».
С 1960 года начало свою деятельность Сибирское отделение ГСПИ «Промэнергопроект». В 1974 году Сибирское отделение ГСПИ «Промэнергопроект» реорганизовано в Сибирское отделение «ВНИПИэнергопром», а с 1994 года в результате акционирования — в ОАО «СибВНИПИэнергопром».
С 1960 года ведет свою историю Сибирский научно-исследовательский институт гидротехники (сокращенно СибНИИГ), когда по Постановлению Совета Министров СССР был образован Сибирский филиал Всесоюзного научно-исследовательского института гидротехники имени Б. Е. Веденеева. В 1993 году Сибирский филиал ВНИИГ им. Б.Е.Веденеева был преобразован в ОАО «СибНИИГ».
В 1962 году в составе Сибирского отделения Института «Энергосетьпроект» был организован Иркутский отдел комплексного проектирования (ОКП), который в 1988 году был преобразован в Иркутское отделение Института «Энергосетьпроект». В 1991 году Иркутское отделение Института «Энергосетьпроект» было преобразовано в Институт «Восточно-Сибирский Энергосетьпроект». В 1992 году институт был зарегистрирован как ОАО "Проектно-изыскательский институт по проектированию энергетических систем и электрических сетей «Восточно-Сибирский Энергосетьпроект» (сокращенно — ОАО «Востсибэнергосетьпроект»).
С 1962 года начал самостоятельную деятельность Институт «Томскэнергосетьпроект», выделившись из состава Томского отделения Института «Теплоэлектропроект» в качестве Томского отдела комплексного проектирования (ОКП) с подчинением Сибирскому отделению Института «Энергосетьпроект». В 1969 году Томский ОКП был преобразован в Томское отделение Института «Энергосетьпроект», которое в свою очередь было преобразовано в 1991 году в Институт «Томскэнергосетьпроект». В 1993 году институт акционировался в составе Холдинга ОАО РАО «ЕЭС России».
В 1962 году образовался Новосибирский филиал Всесоюзного института «Оргэнергострой». Приказом Минэнерго СССР от 4 апреля 1991 года № 129 Новосибирский филиал Всесоюзного института по проектированию организации энергетического строительства «Оргэнергострой» был преобразован в Сибирский институт по проектированию организации энергетического строительства «Сиборгэнергострой». До приватизации институт имел в своем составе 12 обособленных структурных подразделений: отделы комплексного проектирования (ОКП) в городах Свердловск, Алма-Ата, Владивосток; группы рабочего проектирования (ГРП) в городах Хабаровск, Шарыпово, Комсомольск на Амуре, Норильск, Экибастуз, Удачный, на Гусиноозерской ГРЭС, на Харанорской ГРЭС, на Приморской ГРЭС. 7 июня 1993 года Государственное предприятие "Сибирский институт по проектированию организации энергетического строительства «Сиборгэнергострой» преобразовано в акционерное общество (Постановление Мэрии г. Новосибирска от 4 июня 1993 года № 547). В 1993 году институт акционировался в составе Холдинга ОАО РАО «ЕЭС России».
В 1965 году было организовано Западно-Сибирское отделение «ВНИПИсельэлектро», которое в 1969 году Приказом Министерства энергетики и электификации СССР переименовано в Западно-Сибирское отделение ВГПИиНИИ «Сельэнергопроект», а в 1991 году — в Западно-Сибирский научно-исследовательский, проектно-изыскательский и конструкторско-технологический институт «Запсибсельэнергопроект» (сокращенно — «Запсибсельэнергопроект»). В 1993 году институт акционировался в составе Холдинга ОАО РАО «ЕЭС России».
В 1970 году в соответствии с Приказом Минэнерго СССР Институт «СибВТИ» был организован как филиал ВТИ имени Ф. Э. Дзержинского (Москва) и носил полное фирменное наименование — Сибирский филиал Всесоюзного Дважды Ордена Трудового Красного Знамени теплотехнического научно-исследовательского института имени Ф. Э. Дзержинского. В 1992 году институт акционировался в составе Холдинга ОАО РАО «ЕЭС России».
В 2002 году в соответствии с концепцией ОАО РАО «ЕЭС России» по реформированию научно-проектного комплекса энергетики и на основе решения Правления ОАО РАО «ЕЭС России» было принято решение об организации на базе ОАО «Сиборгэнергострой» управляющей компании ОАО «Сибирский энергетический научно-технический центр» (сокращенно — «Сибирский ЭНТЦ»).
В 2003 году ОАО «Сиборгэнергострой» было переименовано в ОАО «Сибирский энергетический научно-технический центр».
В ноябре 2004 года Общество реорганизовано путём присоединения 12 научно-исследовательских, проектно-изыскательских и сервисных организаций по территориальному принципу. В состав компании вошли подразделения:
- «Новосибирсктеплоэлектропроект», «Запсибсельэнергопроект», «Сиборгэнергострой», «Сибэнергосетьпроект», расположенные в г.Новосибирске,
- «Томсктеплоэлектропроект» и «Томскэнергсетьпроект», расположенные в г.Томске,
- «Востоксибсельэнергопроект», «Востсибэнергосетьпроект», «СибВНИПИэнергопром», расположенные в г.Иркутске, * «Красноярскгидропроект», «СибВТИ» и «СибНИИГ», расположенные в г.Красноярске,
- «Братскгидропроект» и «Братскэнергопроект», расположенные в г.Братске.

В 2004 году институты сформировали структурные подразделения компании:
- Корпоративный центр (Новосибирск),
- Департамент электрических сетей (Новосибирск),
- Томский филиал,
- Иркутский филиал,
- Красноярский филиал,
- Братский филиал.

В 2006 году в компании создан Департамент электрических сетей, в состав которого вошли Институт «Запсибсельэнергопроект», Отдел развития топливно-энергетического комплекса Сибири и Дальнего Востока (ОРТЭК), Отдел инженерных изысканий (ОИЗ).
В 2007 году в составе Иркутского филиала компании образовано структурное подразделение — Восточно-Сибирский институт инженерно-строительных изысканий (ВСИИСИ).
В 2008 году компания вошла в состав крупнейшего инжинирингового Холдинга страны ОАО «Группа Е4».
В 2008 году структурные подразделения Департамента электрических сетей компании (Новосибирск) Институт «Запсибсельэнергопроект» был переименован в Институт «Сибэлектросетьпроект», а Отдел развития топливно-энергетического комплекса Сибири и Дальнего Востока (ОРТЭК) изменил статус и был переименован в Сибирский институт проектирования энергосистем (СИПЭС).
В 2015 году структурные подразделения Иркутского филиала компании были переименованы в Иркутский филиал- Объединение "СибВНИПИэнергопром", а также Томский филиал был переименован в Филиал АО "Сибирский ЭНТЦ" - Институт "ТомскТЭП".
С мая 2015 года в Арбитражном суде Новосибирской области слушается дело А45-8988/2015 о банкротстве ЗАО "Сибирский энергетический научно-технический центр", введено внешнее управление. Общий долг перед кредиторами превышает 500 миллионов рублей.
Названия компании в разные годы (по состоянию на 01.03.2012):
- с момента основания в 2004 году по 23 мая 2011 г. — Открытое акционерное общество «Сибирский энергетический научно-технический центр» (ОАО «Сибирский ЭНТЦ»);
- с 24 мая 2011 г. по 22 июля 2015 г. — Закрытое акционерное общество «Сибирский энергетический научно-технический центр» (ЗАО «Сибирский ЭНТЦ»);
- с 23 июля 2015 г. по настоящее время - Акционерное общество "Сибирский энергетический научно-технический центр" (АО "Сибирский ЭНТЦ").